# Bert Wendsche

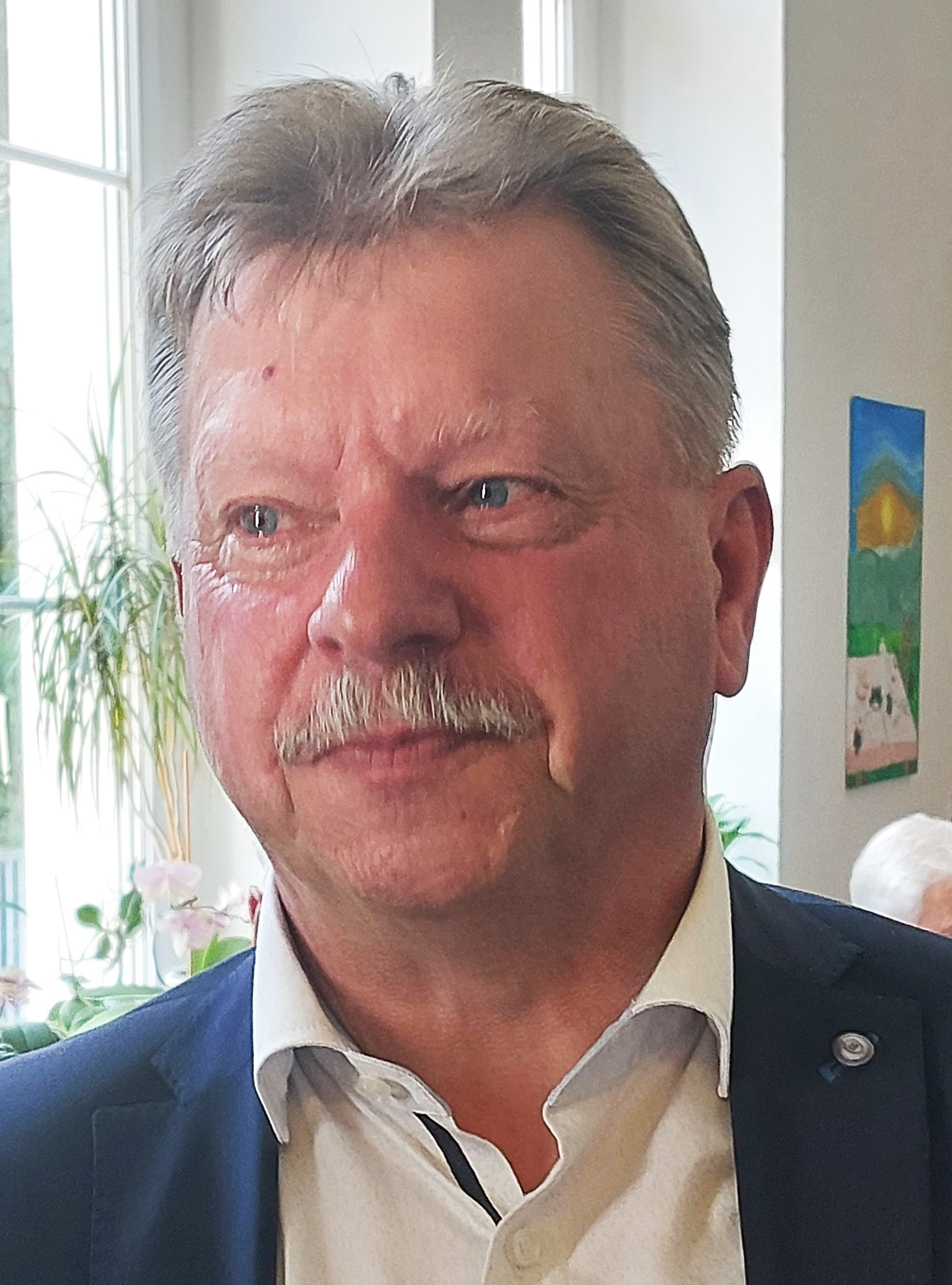
Bert Wendsche im Juni 2024

Bert Thomas Wendsche (*  1964 in Dresden) ist ein deutscher parteiloser Kommunalpolitiker. Er ist seit 2001 Oberbürgermeister der sächsischen Großen Kreisstadt Radebeul. Seit 2019 ist er Kovorsitzender der CDU-Fraktion im Meißner Kreistag sowie Präsident des Sächsischen Städte- und Gemeindetags.

## Leben
Wendsche machte 1982 das Abitur an der Kreuzschule in Dresden. Nach dem Armeedienst studierte er von 1985 bis 1990 an der Martin-Luther-Universität Halle-Wittenberg Pädagogik mit einem Abschluss als Diplompädagoge. Nach einer dortigen Vertiefung in Wirtschaftswissenschaften schloss sich zwischen 1993 und 1996 das Studium an der Fachhochschule der Sächsischen Verwaltung in Meißen mit dem Abschluss als Diplom-Verwaltungswirt (FH) an.
Ab 1996 war er in der Radebeuler Stadtverwaltung im Finanzbereich, unter anderem als Sachgebietsleiter Haushalt und stellvertretender Amtsleiter, tätig. Seit 1998 wohnt er in Radebeul.
Wendsche wurde zum 1. August 2001 zum Oberbürgermeister der Großen Kreisstadt Radebeul gewählt. Am 12. Juni 2022 wurde er bei zwei Gegenkandidaten mit 74,6 % der abgegebenen, gültigen Stimmen (2015: 73,7 % (eine Gegenkandidatin), 2008: 98,3 %, 2001: 59,4 %) für weitere 7 Jahre zum Oberbürgermeister wiedergewählt. Die Wahlbeteiligung lag bei 48,32 %.
Bei den Kreistagswahlen im Landkreis Meißen 2019 wurde Wendsche in den Kreistag gewählt, wo er, obwohl parteilos, zur Fraktion der CDU gehört und sich mit Ulrich Reusch (CDU) den Vorsitz teilt. 2022 war er Mitglied der 17. Bundesversammlung.